# كريس هيرست
كريس هيرست (بالإنجليزية: Chris Hurst)‏ (3 أكتوبر 1973 في المملكة المتحدة - ) هو لاعب كرة قدم بريطاني في مركز الوسط. لعب مع هدرسفيلد تاون ونادي غاينسبورو ترينيتي ونادي هاليفاكس تاون وفريكلي أثلتيك ‏ وIlkeston F.C. ‏ ووركشوب تاون ‏ وأوست تاون ‏ وWakefield F.C. ‏ وإيكستون تاون ‏.

## وصلات خارجية
- كريس هيرست على موقع قاعدة بيانات كرة القدم.إي يو (الإنجليزية)
- كريس هيرست على موقع Soccerbase.com (لاعب) (الإنجليزية)